# Euro Hockey Tour 2016/2017
Euro Hockey Tour 2016/2017 jako 21. edycja turnieju Euro Hockey Tour. 
Rozgrywki rozpoczęły się 3 listopada 2016 turniejem Karjala Cup, a zakończy się 30 kwietnia 2017 turniejem Czech Hockey Games.

## Turnieje

### Karjala Cup
Mecze turnieju o Puchar Karjala odbyły się od 3 do 6 listopada 2017 roku. Turniej zorganizowano w fińskich Helsinkach, zaś jeden mecz odbył się w czeskim Pilźnie (rozegrano tam spotkanie pomiędzy Czechami i Szwecją).

### Channel One Cup
Mecze turnieju o Puchar Pierwszego Programu odbędą się od 15 do 18 grudnia 2016 roku. Turniej zorganizowano w Rosji.

### Sweden Hockey Games
Mecze turnieju Sweden Hockey Games odbędą się od 9 do 12 lutego 2017 roku. Turniej zorganizowano w Szwecji.

### Czech Hockey Games
Mecze turnieju Czech Hockey Games odbędą się od 27 do 30 kwietnia 2017 roku. Turniej zorganizowano w Czechach.